# هال كوب
هال كوب (بالإنجليزية: Hal Kopp)‏ هو مدير فني أمريكي، ولد في 19 يناير 1909، وتوفي في 11 مايو 1998.